# صرحه (یمن)
 صرحه  به عربی ( اَلصّرحَة ) روستای بزرگی از توابع استان مَهره در کشور یمن و در شبه جزیره عربستان واقع می‌باشد. روستایی تاریخی در قلهٔ کوه (بنی مسلم) و در ۲۰ کیلومتری جنوب غربی (یریم) واقع شده‌است.

## جمعیت
جمعیت این دهستان در حدود ۵۹۶ نفر می‌باشد. ساکنان این دهستان از اهل سنت از شاخه شافعی، و از اهل تشیع در مذهب  زیدی  هستند. 